# Artjom Nikolajewitsch Jartschuk
Artjom Nikolajewitsch Jartschuk (russisch Артём Николаевич Ярчук; * 3. Mai 1990 in Jaroslawl, Russische SFSR; † 7. September 2011 in Tunoschna bei Jaroslawl) war ein russischer Eishockeyspieler, der während seiner Karriere unter anderem für Lokomotive Jaroslawl in der Kontinentalen Hockey-Liga spielte.

## Karriere
Artjom Jartschuk durchlief die Juniorenabteilung von Lokomotive Jaroslawl. Für die zweite Mannschaft in der dritten russischen Liga kam er erstmals im Verlauf der Saison 2005/06 zum Einsatz. Zwei Saisonen später gelang ihm der Durchbruch in der dritthöchsten Spielklasse, als der Stürmer in 31 Spielen der Hauptrunde 28 Punkte erzielte und teamintern den dritten Platz in der Scorerliste belegte. Auch die Spielzeit 2008/09 begann er wiederum in der zweiten Mannschaft von Lokomotive Jaroslawl und ging für diese in 31 Spielen aufs Eis, bevor der Russe im Saisonverlauf als Leihspieler beim Zweitligisten Kapitan Stupino aus der Wysschaja Liga anheuerte. Es folgte eine weitere Saison als Leihspieler in der zweiten russischen Liga, in der Jartschuk für HK Rys Podolsk und Juschny Ural Orsk aktiv war. Zur Saison 2010/11 wurde er von seinem Jugendverein Lokomotive Jaroslawl zurückgeholt. Im Verlauf derselben Saison debütierte Jartschuk für die Profimannschaft von Lokomotive Jaroslawl in der Kontinentalen Hockey-Liga. Dabei blieb er in 17 Spielen ohne Scorerpunkt, sodass der Russe die Spielzeit bei Loko Jaroslawl in der Juniorenliga Molodjoschnaja Chokkeinaja Liga beendete.
Jartschuk kam am 7. September 2011 bei einem Flugzeugabsturz bei Jaroslawl ums Leben. 

### International
Für Russland nahm Jartschuk an der U18-Junioren-Weltmeisterschaft 2008 teil. In sechs Partien steuerte der Stürmer zwei Tore zum Silbermedaillengewinn der russischen Auswahl bei.

## Erfolge und Auszeichnungen
- 2007 Silbermedaille bei der U18-Junioren-Weltmeisterschaft